# Шутова
Шу́това — село в Україні, у Яворівському районі Львівської області. Населення становить 433 особи. Орган місцевого самоврядування — Яворівська міська рада.
Село утворене згідно з рішенням Польського міністра внутрішніх справ 29 листопада 1929 року шляхом відділення частин від сіл Бунів і Порудно Яворівського повіту.
В селі знаходиться мурована церква Різдва Святого Івана Хрестителя (УГКЦ), збудована на початку ХХ століття. Юрисдикція: Львівська митрополія, Львівська архієпархія, Краковецький деканат. Адміністратор: о. Кобасяр Іван (від 13.03.2019 [попередні парохи: - до 2010.11.29 адмін. о. Шидловський Володимир, 2010.11.29- адмін. о. Дубан Андрій].

## Відомі мешканці

### Народились
- Пазин Іван Дмитрович — український поет, рекордсмен «Національного реєстру рекордів України».[4].